# David James (golfer)
David James (26 mei 1962) is een golfprofessional uit Schotland. Hij speelde vanaf 1989 61 toernooien op de Europese PGA Tour waar zijn beste resultaat een zesde plaats bij de SAS Masters in 1991 was. Later werd hij teachingpro.
Zodra hij vijftig jaar is wil hij op de Europese Senior Tour gaan spelen. Ter voorbereiding speelde hij in 2011 op de  Europa Senior Challenge Tour, waar hij vijf toernooien won.

## Overwinningen
James heeft in 2011 de volgende overwinningen behaald op de Senior Challenge Tour:
- Lo Romero Golf (Alicante)
- Bled Golf & Country Club (Slovenië)
- Stiftland Golf Club (Engeland)
- Selsdon Park Golf Club (Engeland)
- Kilspindle Golf Club (Schotland)